# Rete tranviaria di Gotha
La rete tranviaria di Gotha è la rete tranviaria che serve la città tedesca di Gotha.

## Rete
La rete conta tre linee urbane:
- 1 Hauptbahnhof - Kreiskrankenhaus
- 2 Hauptbahnhof - Ostbahnhof
- 3 Wagenhalle - Ostbahnhof (solo corse di rinforzo)

I binari della rete urbana sono percorsi anche dalla tranvia extraurbana 4 (Gotha Hbf - Tabarz), che percorre la Thüringerwaldbahn.